# Sara Weber
Sara Weber (* 13. Mai 1987) ist eine deutsch-US-amerikanische Journalistin und Autorin.

## Leben
Weber wuchs in Bayern auf. Sie studierte von Oktober 2006 bis September 2010 an der Universität Mainz Publizistik und Buchwissenschaft und besuchte von November 2012 bis Februar 2014 die Kompaktklasse der Deutschen Journalistenschule. Weber war als freie Journalistin u. a. für die Süddeutsche Zeitung tätig, wo sie über digitale Wirtschaftsthemen schrieb. Von 2016 bis 2021 arbeitete sie bei LinkedIn, wo sie 2019 die Redaktionsleitung für die DACH- und Benelux-Regionen übernahm.
2023 erschien bei Kiepenheuer & Witsch Webers erstes Sachbuch Die Welt geht unter, und ich muss trotzdem arbeiten?. Darin schreibt sie über die kaputte Arbeitswelt und beschreibt Lösungen, die für mehr Gerechtigkeit sorgen könnten. Das Buch war ein Spiegel-Bestseller und wurde mit dem Leserpreis des Deutschen Wirtschaftsbuchpreises ausgezeichnet. 2024 erschien Webers zweites Sachbuch Das kann doch jemand anderes machen!. Darin geht es um die Frage, wie Künstliche Intelligenz die Arbeitswelt sinnvoller machen kann. Sie schreibt bei Spiegel Online die Kolumne ÜberArbeiten.
Sara Weber lebt in München.

## Monografien
- Die Welt geht unter, und ich muss trotzdem arbeiten?. Kiepenheuer & Witsch, Köln 2023, ISBN 978-3-462-00415-1.

- Das kann doch jemand anderes machen!. Kiepenheuer & Witsch, Köln 2024, ISBN 978-3-462-00685-8.

## Auszeichnungen
- 2019: Kress Awards: Chefredakteure des Jahres.
- 2019: Wirtschaftsjournalisten des Jahres 2019, Redaktion des Jahres Platz 2.
- 2023: Leserpreis des Deutschen Wirtschaftsbuchpreises.